# Supranatural (album)

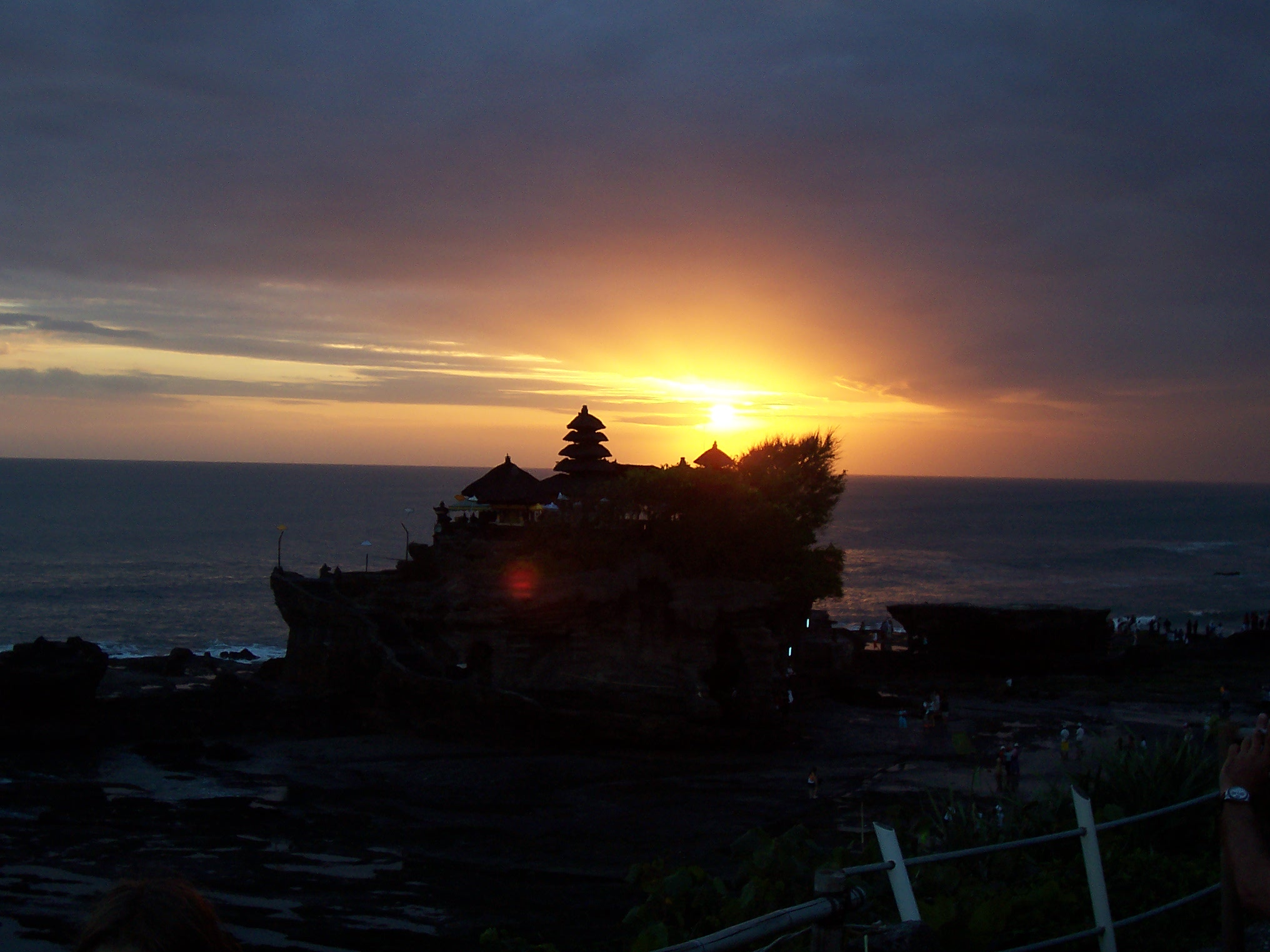
Sundown at Tanah Lot (2007)

Supranatural is een studioalbum van Neuronium, de eenmansband van Michel Huygen. Hij nam het op in zijn eigen geluidsstudio in Barcelona. Hij was ermee bezig tussen december 1986 en maart 1987 en mixte het in juni 1987 af.
Het album ging geheel aan commercie voorbij. Het heeft dan ook te lijden onder de dunne klanken van de synthesizers uit de jaren 80 en het geëxperimenteer met drummachines.   
De elpee werd in Spanje uitgegeven door Discos Radioactivas Organizados (DRO). Al snel volgde een cd-versie op Thunderbolt (Magnum Music Group). In 1990 kwam  er een nieuwe versie op de markt; geperst in Zwitserland door Tuxedo Music.

## Musici
Michel Huygen speelt alle instrumenten.

## Muziek
| Nr. | Titel                                                                     | Duur  |
| --- | ------------------------------------------------------------------------- | ----- |
| 1.  | When the goblins invade Madrid/Cuanda los duendes invaden Madrid (Huygen) | 3:35  |
| 2.  | Digitron (Huygen)                                                         | 3:55  |
| 3.  | Priorité absolue (Huygen)                                                 | 6:43  |
| 4.  | Europe is Europe (Huygen)                                                 | 5:44  |
| 5.  | Sundown at Tanah Lot (Huygen)                                             | 17:30 |